# Jaljale
Jaljale – gaun wikas samiti we wschodniej części Nepalu w strefie Kośi w dystrykcie Terhathum. Według nepalskiego spisu powszechnego z 2001 roku liczył on 772 gospodarstw domowych i 4315 mieszkańców (2184 kobiet i 2131 mężczyzn).